# Јона Московски
Свети Јона Московски (рус. Иона Московский) је руски православни светитељ. Био је Митрополит Кијевски и све Русије у периоду од 1448.--1461. године.

## Биографија
Рођен је 1390. године, у близини села Одноушево код Солигалича у Костромској губернији. Крштено име му је било Теодор. Замонашио се у дванаестој години и као монах живео у Симоновом манастиру у Москви. У време митрополита Фотија изабран је за епископа рјазанског, а после смрти Фотија, изабран је за митрополита, и послан је у Цариград на посвећење и утврђење од стране цариградског патријарха. Међутим, извесни Исидор, Бугарин пореклом, предухитрио је Јону и стигао пре његга у Цариград, и успео је да место њега буде посвећен за митрополита руског. Јона се тада вратио у Рјазан. Због учешћа на Фирентинском сабору и прихватања Фирентинске уније Исидор је убрзо био прогнан као одступник од православља. Тада је Јона посвећен за митрополита, али овај пут без цариградског патријарха. Био је велики чудотворац и духовник.
Умро је 31. марта 1461. године.
Руска православна црква га је канонизовала 1547. године.
Православна црква прославља светог Јону 31. марта по јулијанском календару.